# مايرون في. جورج
مايرون في. جورج هو مالك صحيفة ‏ وضابط شرطة وسياسي أمريكي، ولد في 6 يناير 1900 في إري في الولايات المتحدة، وتوفي في 11 أبريل 1972 في بارسونز في الولايات المتحدة. نشط حزبياً في الحزب الجمهوري. وقد انتخب عضو مجلس النواب الأمريكي ‏ (7 نوفمبر 1950 – 3 يناير 1959).